# Xanthophytum kwangtungense
Xanthophytum kwangtungense là một loài thực vật có hoa trong họ Thiến thảo. Loài này được (Chun & F.C.How) H.S.Lo miêu tả khoa học đầu tiên năm 1986.